# Војани
Војани (слч. Vojany) насељено је мјесто са административним статусом сеоске општине (слч. obec) у округу Михаловце, у Кошичком крају, Словачка Република.

## Становништво
| Година:    | 1994. | 2004.    | 2014.   | 2024.   |
| ---------- | ----- | -------- | ------- | ------- |
| Број људи: | 714   | 825      | 881     | 950     |
| Разлика:   |       | +15,54 % | +6,78 % | +7,83 % |

| Година:    | 2023. | 2024.   |
| ---------- | ----- | ------- |
| Број људи: | 947   | 950     |
| Разлика:   |       | +0,31 % |

Према подацима о броју становника из 2011. године насеље је имало 863 становника.